# Search: WWW
Search: WWW (hangul: 검색어를 입력하세요: WWW; rr: Geomsaekeoreul Ibryeokhaseyo: WWW) é uma telenovela sul-coreana exibida pela emissora tvN de 5 de junho a 25 de julho de 2019, estrelada por Im Soo-jung, Lee Da-hee, Jeon Hye-jin, Jang Ki-yong, Lee Jae-wook e Ji Seung-hyun.

## Enredo
A história de três mulheres com trinta e poucos anos — Bae Ta-mi, Cha Hyeon e Song Ga-kyeong — que trabalham nas duas principais empresas competitivas de portais da web: Unicon e Barro.

## Elenco

### Elenco principal
- Im Soo-jung como Bae Ta-mi (Tammy)[3][4]
- Lee Da-hee como Cha Hyeon (Scarlett)
- Jeon Hye-jin como Song Ga-kyeong
- Jang Ki-yong como Park Morgan
- Lee Jae-wook como Seol Ji-hwan
- Ji Seung-hyun como Oh Jin-woo

### Elenco de apoio
- Kwon Hae-hyo como Min Hong-joo (Brian)
- Kim Nam-hee como Pyo Joon-soo (Matthew)
- Woo Ji-hyun como Choi Bong-gi (Joseph)
- Oh Ah-yeon como Jo Ah-ra (Ellie)
- Ha Seung-ri como Hong Yoo-jin (Jennie)
- Song Ji-ho como Choi Jeong-hoon (Alex)
- Yoo Seo-jin como Na In-kyeong
- Tak Woo-suk como Kim Seon-woo
- Han Ji-wan como Jeong Da-in
- Jo Hye-joo como Yoon Dong-joo
- Ye Soo-jung como Jang Hee-eun
- Byeon Woo-seok como Han Min-gyoo

## Produção
A primeira leitura do roteiro foi realizada em 22 de fevereiro de 2019 com a participação do elenco e da equipe.
A série é a estreia de Kwon Do-eun como escritor principal depois de trabalhar como associado de Kim Eun-sook.

## Trilha sonora

### Parte 1
| Lançado em 7 de junho de 2019 |                                                    |                |         |  |
| N.º                           | Título                                             | Artista        | Duração |  |
| 1.                            | "Milky Way Between Us" (우리 사이 은하수를 만들어) | O3ohn          | 3:24    |  |
| 2.                            | "Milky Way Between Us" (Inst.)                     |                | 3:24    |  |
| Duração total:                | Duração total:                                     | Duração total: | 6:48    |  |

### Parte 2
| Lançado em 13 de junho de 2019 |                  |                |         |  |
| N.º                            | Título           | Artista        | Duração |  |
| 1.                             | "Search"         | Elaine         | 2:23    |  |
| 2.                             | "Search" (Inst.) |                | 2:12    |  |
| Duração total:                 | Duração total:   | Duração total: | 4:35    |  |

### Parte 3
| Lançado em 20 de junho de 2019 |                             |                |         |  |
| N.º                            | Título                      | Artista        | Duração |  |
| 1.                             | "Reaching Hand" (손 닿으면) | Jang Beom-jun  | 4:07    |  |
| 2.                             | "Reaching Hand" (Inst.)     |                | 4:07    |  |
| Duração total:                 | Duração total:              | Duração total: | 8:14    |  |

### Parte 4
| Lançado em 28 de junho de 2019 |                 |                |         |  |
| N.º                            | Título          | Artista        | Duração |  |
| 1.                             | "Scent" (향기)  | Sam Kim        | 4:00    |  |
| 2.                             | "Scent" (Inst.) |                | 4:00    |  |
| Duração total:                 | Duração total:  | Duração total: | 8:00    |  |

### Parte 5
| Lançado em 4 de julho de 2019 |                |                |         |  |
| N.º                           | Título         | Artista        | Duração |  |
| 1.                            | "WOW"          | Mamamoo        | 3:20    |  |
| 2.                            | "WOW" (Inst.)  |                | 3:20    |  |
| Duração total:                | Duração total: | Duração total: | 6:40    |  |

### Parte 6
| Lançado em 11 de julho de 2019 |                                           |                |         |  |
| N.º                            | Título                                    | Artista        | Duração |  |
| 1.                             | "You In The TV" (Tv에서 보는 그대 모습은) | Lee Da-hee     | 4:05    |  |
| 2.                             | "You In The TV" (Inst.)                   |                | 4:05    |  |
| Duração total:                 | Duração total:                            | Duração total: | 8:10    |  |

### Parte 7
| Lançado em 18 de julho de 2019 |                                                    |                |         |  |
| N.º                            | Título                                             | Artista        | Duração |  |
| 1.                             | "I Get A Little Bit Lonely" (조금 더 외로워지겠지) | Kim Na-young   | 3:36    |  |
| 2.                             | "I Get A Little Bit Lonely" (Inst.)                |                | 3:36    |  |
| Duração total:                 | Duração total:                                     | Duração total: | 7:12    |  |

## Recepção
Na tabela abaixo, os números azuis representam as audiências mais baixas e os números vermelhos representam as audiências mais elevadas.
| Episódio | Data de transmissão | Título                              | Audiência média | Audiência média              |
| Episódio | Data de transmissão | Título                              | Em todo o país  | Região Metropolitana de Seul |
| -------- | ------------------- | ----------------------------------- | --------------- | ---------------------------- |
| 1        | 5 de junho de 2019  | This Is the Internet                | 2.431%          | 3.004%                       |
| 2        | 6 de junho de 2019  | My Greed Has No Motivation          | 3.190%          | 4.006%                       |
| 3        | 12 de junho de 2019 | When Your Passion Is Fueled by Love | 3.221%          | 3.741%                       |
| 4        | 13 de junho de 2019 | Top Actor Han Min Kyu               | 3.250%          | 4.157%                       |
| 5        | 19 de junho de 2019 | Keyword: Bae Ta Mi                  | 3.109%          | 3.638%                       |
| 6        | 20 de junho de 2019 | The Lex Series Laptop               | 3.578%          | 4.416%                       |
| 7        | 26 de junho de 2019 | Leverage                            | 3.363%          | 3.663%                       |
| 8        | 27 de junho de 2019 | Marriage                            | 3.320%          | 3.832%                       |
| 9        | 3 de julho de 2019  | Striking Back                       | 3.652%          | 3.860%                       |
| 10       | 4 de julho de 2019  | Happy Birthday?                     | 3.165%          | 3.301%                       |
| 11       | 10 de julho de 2019 | Mixed Emotions for Ta Mi            | 4.003%          | 4.442%                       |
| 12       | 11 de julho de 2019 | My Homepage                         | 3.488%          | 4.210%                       |
| 13       | 17 de julho de 2019 | A Common Cause                      | 3.906%          | 4.727%                       |
| 14       | 18 de julho de 2019 | Main Page Reformation               | 3.567%          | 4.247%                       |
| 15       | 24 de julho de 2019 | The Long-Awaited Victory            | 4.089%          | 4.714%                       |
| 16       | 25 de julho de 2019 | Defending Justice                   | 4.199%          | 4.825%                       |
| Média    | Média               | Média                               | 3.471%          | 4.049%                       |

- Este drama foi transmitido por um canal de televisão por assinatura, que normalmente tem um público relativamente menor em comparação com as emissoras de televisão abertas (KBS, SBS, MBC e EBS).

## Prêmios e indicações
| Ano  | Prêmio                  | Categoria                            | Trabalho nomeado | Resultado | Ref.  |
| ---- | ----------------------- | ------------------------------------ | ---------------- | --------- | ----- |
| 2019 | 12th Korea Drama Awards | Prêmio de excelência superior, atriz | Im Soo-jung      | Indicado  | [ 7 ] |
| 2019 | 12th Korea Drama Awards | Melhor trilha sonora                 | "WOW" (Mamamoo)  | Venceu    | [ 7 ] |